# Wyspa Świętego Ludwika
Wyspa Świętego Ludwika (fr. Île Saint-Louis) − jedna z dwóch wysp (obok Île de la Cité) na Sekwanie, w centrum Paryża. Nazwana na cześć króla Francji Ludwika IX Świętego. Wyspa połączona jest mostami z obydwoma brzegami rzeki; dodatkowo łączy ją z Île de la Cité most Świętego Ludwika.
W średniowieczu znajdowały się tutaj magazyny drewna i pastwiska dla bydła. Wyspa została zurbanizowana za panowania Henryka IV. Od 1853 roku swoją siedzibę posiada tu Biblioteka Polska w Paryżu. Na wyspie znajduje się pałac Hôtel Lambert, który był w XIX wieku siedzibą polskiej konserwatywnej emigracji skupionej wokół księcia Adama Jerzego Czartoryskiego.